# Anton Erkelenz
Anton Erkelenz (* 10. Oktober 1878 in Neuss; † 25. April 1945 in Berlin-Zehlendorf) war ein deutscher Politiker (DDP, SPD) und Gewerkschaftsführer.

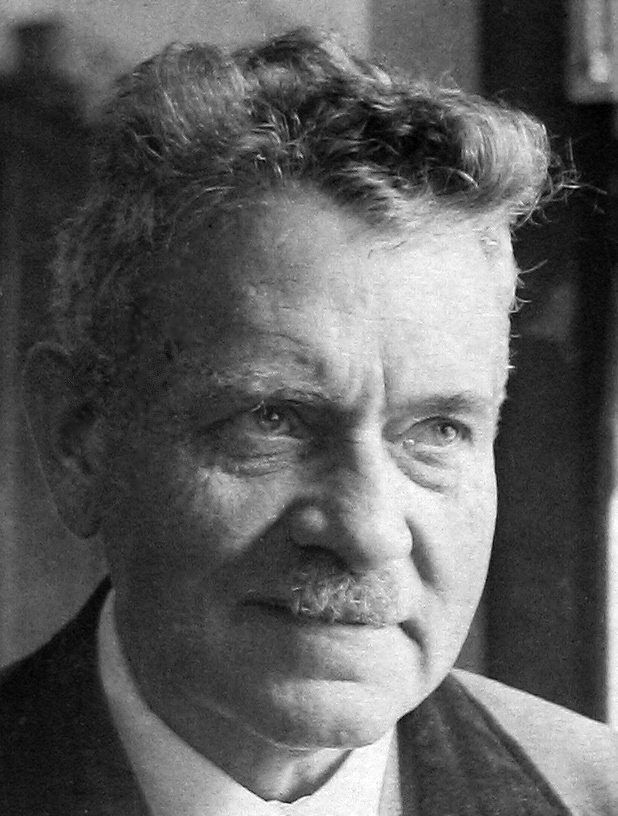
Anton Erkelenz, ca. 1943

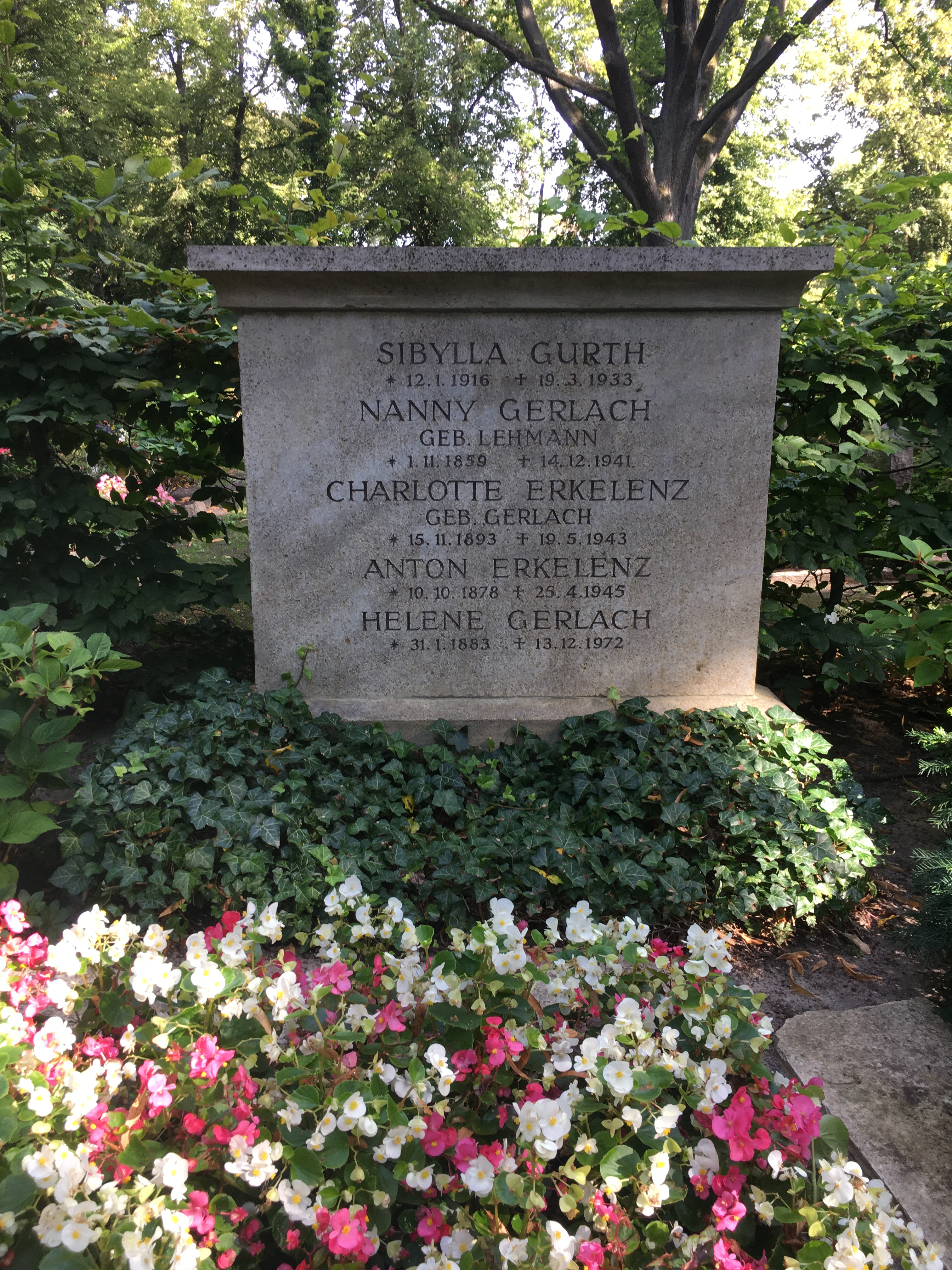
Grabstätte Anton Erkelenz

## Leben und Beruf
Erkelenz, römisch-katholisch getauft, absolvierte nach dem Besuch der Volksschule in Neuss im Betrieb seines Vaters eine Lehre zum Schlosser und Dreher, die er 1895 mit der Gesellenprüfung abschloss. 1897 trat er in den liberalen Gewerkverein der Maschinenbauer und Metallarbeiter ein, der größten Einzelorganisation des Verbandes der deutschen Gewerkvereine (VDG). Anton Erkelenz wurde 1902 hauptamtlicher Arbeitersekretär in Düsseldorf. Er gehörte zu den Wortführern der „Rheinischen Opposition“ innerhalb der Gewerkvereine. Es handelte sich um eine Gruppe liberal-demokratischer Gewerkschafter, die die Gewerkvereine modernisieren wollten. Eine offensivere Werbearbeit, mehr hauptamtliche Funktionäre und ein sozialliberales Programm, das mit der reinen Selbsthilfe-Ideologie der Gewerkvereine brach, war das Ziel. Erkelenz und seine Mitstreiter waren davon überzeugt, dass die genossenschaftliche Selbsthilfe Vorrang vor der Staatshilfe hätte, aber sie erkannten die Notwendigkeit einer staatlichen Sozialpolitik. 1903 wurde Erkelenz aus dem Gewerkverein ausgeschlossen, doch 1905 konnte er zurückkehren.
1906 leitete er drei Monate lang die Westdeutsche Abendpost, eine liberal-demokratische Tageszeitung. Das Projekt scheiterte nach kurzer Zeit. 1906/07 studierte er als Gasthörer mit einem Stipendium an der Frankfurter Handelshochschule. Von 1907 bis 1912 war er in der Berliner Zentrale der Gewerkvereine als Arbeitersekretär tätig. Ab 1912 wirkte er bis zum Ausbruch des Ersten Weltkrieges als freier Publizist. Sein Ziel bestand im Aufbau einer liberalen Arbeiterbewegung. Bei der Reichstagswahl 1912 kandidierte er für die Fortschrittliche Volkspartei erfolglos in den Wahlkreisen Gießen-Nidda und Lippstadt-Brilon. Innerhalb der Partei setzte er zusammen mit Friedrich Naumann 1912 die Gründung des Reichsvereins der liberalen Arbeiter und Angestellten durch.
Erkelenz gründete 1918 den „Gewerkschaftsring deutscher Angestellten-, Arbeiter- und Beamtenverbände“ und war bis zum Verbot 1933 Vorsitzender der liberalen Hirsch-Dunckerschen Gewerkvereine. Er gehörte dem Vertrauenskreis der „Abraham-Lincoln-Stiftung“ an. Von 1923 an war er als Nachfolger Wilhelm Heiles Herausgeber der von Friedrich Naumann gegründeten Zeitschrift Die Hilfe. Er war einer der Initiatoren des Führerkreises der vereinigten Gewerkschaften als Zusammenschluss der Richtungsgewerkschaften nach dem Beginn der nationalsozialistischen Herrschaft.
Erkelenz wurde kurz nach dem Einmarsch der Roten Armee von sowjetischen Militär- oder Geheimdienstoffizieren aus ungeklärtem Grund im Garten seines Hauses in der Teichstraße 20 (heute Leo-Baeck-Straße 20) in Berlin-Zehlendorf erstochen.
Beigesetzt wurde er auf dem Friedhof Zehlendorf. (Feld 001-268) Das Grab ist erhalten.

## Partei
Schon in seiner Düsseldorfer Zeit hatte Erkelenz erkannt, dass die Gewerkschaftsarbeit alleine nicht dazu beitragen könne, die Situation der Arbeiterschaft zu verbessern. Zuerst plante er die Gründung einer liberal-demokratischen Arbeiterpartei. Erkelenz war ein Anhänger des demokratischen Volksstaates. Seine Forderung nach politischer, wirtschaftlicher und sozialer Gleichberechtigung der Arbeiterschaft leitete er aus einer demokratischen Grundüberzeugung ab, die den Vorstellungen der 1848er Demokraten nahekam. Erkelenz war kein Marxist, der die Befreiung der Arbeiterklasse gegen das Bürgertum durchsetzen wollte. Demokratie bedeutet für ihn, dass alle Bevölkerungsschichten an der Staatswillensbildung beteiligt wären. Der SPD warf er vor dem Ersten Weltkrieg vor, sie würde mit ihrem marxistischen Klassenstandpunkt den Arbeitern eher schaden. Emanzipation war für ihn eine Sache des Einzelnen, der sich mit anderen organisiert und nicht Aufgabe einer Klasse.
1904 trat er der linksliberalen Freisinnigen Vereinigung bei. Diese Partei ging 1910 in der Fortschrittlichen Volkspartei auf. Die Linksliberalen vertraten zu diesem Zeitpunkt ein gemäßigt sozialliberales Programm und hatten die Notwendigkeit einer staatlichen Grundsicherung erkannt.
1918 beteiligte sich Erkelenz an der Gründung der Deutschen Demokratischen Partei (DDP) in Düsseldorf. Als führender Vertreter des linken Flügels der Partei hatte er von 1921 bis 1929 das Amt des Vorsitzenden des Parteivorstandes der DDP inne. Anton Erkelenz sah in der DDP eine liberal-demokratische Partei, die ein Bindeglied zwischen der Sozialdemokratie und den bürgerlichen Parteien bilden könne.
1930 verließ er gemeinsam mit Ludwig Bergsträsser die DDP aus Protest gegen die Fusion mit dem Jungdeutschen Orden zur Staatspartei (DStP) und trat zur SPD über. Anfang der 1930er Jahre war er ein scharfer Kritiker der Deflationspolitik von Heinrich Brüning, dem er vorwarf, mit dieser Politik den Nationalsozialisten Wähler zuzutreiben. 1931 schrieb er u. a.: „Wer Hitler bekämpfen will, muß den Deflationsprozeß, diese gewaltige Zerstörung von Arbeit, Werten und Kapital, beenden.“
Anton Erkelenz vertrat im Gegensatz zu Heinrich Brüning das Konzept einer staatlich geförderten Konjunkturpolitik.
Die Bedeutung von Anton Erkelenz besteht darin, dass er Liberalismus und Arbeiterbewegung einander näher bringen wollte. In der zweiten Hälfte des 19. Jahrhunderts hatte sich die Arbeiterschaft vom Liberalismus gelöst. Die Liberalen erkannten zu spät, dass die Marktwirtschaft ohne staatliche Korrekturen die Arbeiterklasse benachteiligte. So wandten sich immer mehr Arbeiter entweder der Sozialdemokratie oder dem katholischen Zentrum zu, das aus Sicht der katholischen Soziallehre Kritik an den Folgen der Industrialisierung übte. Erkelenz war ein überzeugter Anhänger der genossenschaftlichen Selbsthilfe, die durch staatliche Sozialpolitik ergänzt werden sollte. Schon vor dem Ersten Weltkrieg wehrte er sich gegen die Vorstellung, dass der Liberalismus nur die Partei der Bürger sei.
Nach 1918 warb er für eine „Entstaatlichung“ der Sozialpolitik. Die staatliche Sozialpolitik war für ihn ein Ergebnis des Bismarckschen Obrigkeitsstaates. In der Weimarer Demokratie sollte der Staat die Sozialversicherung in eine Selbstverwaltung überführen und nur die Fachaufsicht führen. Das Konzept scheiterte daran, dass es keinen Grundkonses in der Sozialpolitik zwischen Unternehmern und Gewerkschaften gab.

## Abgeordneter
Erkelenz gehörte 1919/20 der Weimarer Nationalversammlung an. Anschließend war er bis 1930 Reichstagsabgeordneter.

## Ehrungen
Nach Anton Erkelenz ist seit 1947 der Erkelenzdamm in Berlin-Kreuzberg benannt, der entlang des einstigen Luisenstädtischen Kanals über den Wassertorplatz in den Leuschnerdamm führt.

## Schriften
- Katechismus des Gewerbegerichts- und Kaufmannsgerichtsgesetzes. Buchverlag der „Hilfe“, Berlin 1908.
- Moderne Sozialpolitik. Berlin 1926.
- Zehn Jahre deutsche Republik. Ein Handbuch für republikanische Politik. Sieben Stäbe, Berlin 1928.
- Fehler der Arbeitslosenversicherung. In: Die Arbeitslosenversicherung. Jahrgang 1928.
- mit Fritz Mittelmann: Carl Schurz. Der Deutsche und Amerikaner. Zu seinem 100. Geburtstage am 2. März 1929. Berlin 1929.
- Der Abbauwahn. Gegen Deflation, gegen Inflation, für Stabilität. Berlin 1932.
- Der Rattenfänger von Braunau: Die Tragödie Deutschlands. Berlin 1932.
- mit Ludwig Heyde, Sidney Webb, Johannes Sassenbach, Adam Stegerwald & Albert Thomas: Internationales Handwörterbuch des Gewerkschaftswesens. Berlin 1931; Nachdruck: Keip, Frankfurt 1993, ISBN 3-8051-0100-7.